# Farneški Herkul
Farneški Herkul (tal. Ercole Farnese) je antička statua Herkula, vjerojatno uvećana kopija napravljena početkom trećeg stoljeća nove ere i potpisana od Glykona, koji je inače nepoznat; ime je grčko ali možda je radio u Rimu. Kao i mnoge druge starorimske skulpture, to je kopija ili verzija mnogo starijeg grčkog izvornika koji je bio dobro poznat, u ovom slučaju bronca koju je izradio Lizip (ili netko iz njegovog kruga) koja bi bila izrađena u četvrtom stoljeću prije Krista. Ovaj original preživio je više od 1500 godina dok ga križari nisu otopili 1205. godine tijekom pljačke Konstantinopola. Uvećana kopija napravljena je za Karakaline terme u Rimu (posvećena 216. godine), gdje je kip pronađen 1546. i sada se nalazi u Nacionalnom arheološkom muzeju u Napulju. Herkules herojskih razmjera jedna je od najpoznatijih skulptura antike i učvrstio je sliku mitskog heroja u europskoj mašti.
Farnese Hercules je masivna mramorna statua, nakon izgubljenog originala koji je izliven u bronci metodom koja se zove lijevanje izgubljenog voska. Prikazuje mišićavog, ali umornog Herkula koji se oslanja na svoju toljagu, preko koje je presvučena koža Nemejskog lava . U mitovima o Heraklu, ubijanje lava bio je njegov prvi zadatak. Upravo je izveo jedan od posljednjih Dvanaest trudova, na što sugeriraju jabuke Hesperida koje drži iza leđa.
Tip je bio dobro poznat u antici, a među mnogim drugim verzijama helenistička ili rimska brončana redukcija pronađena u Folignu nalazi se u muzeju Louvre. Mala rimska mramorna kopija može se vidjeti iznad Muzeja antičke Agore u Ateni (vidi sliku).

## Opis
Herkul je prikazan u trenutku odmora. Naslonjen na svoju kvrgavu batinu, ogrnutu kožom Nemejskog lava, u desnoj ruci drži zlatne jabuke ukradene Hesperidama, skrivajući ih iza leđa.
- Detalji
- Lice
- Lijeva ruka naslunjena na palicu
- Desno stopalo
- Desna ruka iza leđa s jabukama

## Povijest
Ponovno otkriveni kip brzo je dospio u zbirku kardinala Alessandra Farnesea, unuka pape Pavla III . Alessandro Farnese bio je u dobroj poziciji da formira jednu od najvećih zbirki klasične skulpture koja je prikupljena od antike. Stajao je generacijama u vlastitoj sobi u Palazzo Farnese u Rimu, gdje je kip bio okružen freskama oslikanim prikazima junakovih mitskih pothvata koje su stvorili Annibale Carracci i njegov studio, a izvedeni su 1590-ih. Farneseov kip premješten je u Napulj 1787. s većim dijelom Farneseove zbirke i sada je izložen u tamošnjem Museo Archeologico Nazionale.
Skulptura je postupno ponovno sastavljena i restaurirana. Prema pismu Guglielma della Porta, glava je izvađena zasebno, iz bunara u Trastevereu, i kupljena je za Farnese preko agencije della Porta, čije su noge napravljene da dovrše figuru bile toliko cijenjene da kada je original noge su izvađene iz tekućih iskapanja u Caracallinim kupkama, della Portaove su zadržane, na Michelangelov savjet, djelomično kako bi se pokazalo da moderni kipari mogu podnijeti izravnu usporedbu s drevnima. Izvorne noge, iz zbirke Borghese, nisu ponovno spojene sa skulpturom sve do 1787. Goethe, u svom Talijanskom putovanju, prepričava svoje različite dojmove nakon što je vidio Herkula sa svakim nizom nogu, međutim, čudeći se jasnoj nadmoći onih originalnih.
Herkules je uhvaćen u rijetkom trenutku počinka. Oslanjajući se na svoju kvrgavu toljagu ogrnutu kožom Nemejskog lava, drži jabuke Hesperida, ali ih skriva iza svojih leđa koje drži u desnoj ruci. Mnoge gravure i drvorezi pronijeli su slavu Farneškog Herkula. Do 1562. nalaz je već bio uključen u set gravura za Speculum Romanae Magnificentiae ("Ogledalo veličanstvenosti Rima"), a poznavatelji, umjetnici i turisti zurili su u original koji je stajao u dvorištu Palazzo Farnese, zaštićen pod arkadama. . Godine 1590–91, tijekom svog putovanja u Rim, Hendrik Goltzius skicirao je kip u dvorištu palače. Kasnije (1591.) Goltzius je zabilježio manje uobičajeni pogled straga, u bravuroznoj gravuri (ilustracija, desno), koja naglašava ionako prenaglašenu mišićavu formu s nabreklim i sužavajućim linijama koje teku preko kontura. Mladi Rubens napravio je brze skice ravnina i mase Herkulovog kipa. Prije fotografije, ispisi su bili jedini način da se slika stavi u mnoge ruke.
Skulpturi su se divili od samog početka, a rezerve prema njezinoj pretjeranoj muskulaturi pojavile su se tek krajem osamnaestog stoljeća. Napoleon je primijetio Antoniju Canovi da je njezino izostavljanje iz muzeja koje je nakupio u Parizu najvažnija praznina u zbirci. Više nego jednom, skulptura je pakirana u sanduke i pripremana za otpremu u Pariz prije nego što je Napoleonov režim pobjegao iz Napulja.

## Popis drugih starih kopija
Istaknuto postavljen kip jako se sviđao starim Rimljanima, a kopije su pronađene u rimskim palačama i dvoranama: druga, grublja kopija stajala je u dvorištu Palazzo Farnese; jedan s lažnim (ali vjerojatno drevnim) natpisom "Lykippos" stajao je u dvoru Palazzo Pitti u Firenci od šesnaestog stoljeća. Drevne kopije statue uključuju:
- Herkul, 2. stoljeće nove ere, rimska kopija, galerija Uffizi, Firenca .
- “Umorni Herakles” je teško razbijen rimski mramorni kip koji je iskopan 1980. u Pergeu, Turska. Opljačkani gornji dio torza prodan je Muzeju lijepih umjetnosti u Bostonu 1981. Gornji dio torza vraćen je u Tursku 2011. i sada je izložen s ostatkom dijela u Muzeju Antalije.[7]
- Kolosalna statua Herkula, otkrivena u kupkama u Hippo Regius (Annaba), Alžir.
- Herakles koji se odmara, Ermitaž, Sankt Peterburg .
- Teško oštećen kasnohelenistički parski mramorni kip bez glave, izvađen iz brodoloma na Antikiteri 1901. Atena, Nacionalni arheološki muzej .
- Statua bez glave u arheološkom i etnografskom muzeju u Izmitu.
- Slomljeni torzo bez glave pronađen u rimskom i bizantskom kupalištu u dolini Jezreel.
- Slomljen torzo bez glave iz Amphiareiona Oroposa, Atena, Nacionalni arheološki muzej .
- Slomljeni torzo bez glave iz 2. ili 3. stoljeća nove ere, u muzeju Saint-Raymond u Toulouseu.
- Kipić iz 2. stoljeća nove ere, u Institutu za umjetnost u Detroitu.
- Brončani kipić sa srebrom umetnutim očima iz 40. – 70. godine nove ere, Getty Villa.

## Kasnije kopije
Nakon ponovnog otkrića Farneškog Herculesa, kopije su se pojavile u vrtovima iz šesnaestog i osamnaestog stoljeća diljem Europe. Tijekom izgradnje Alameda de Hercules (1574.) u Sevilli, najstarijeg javnog vrta sačuvanog u Europi, na njegovom su ulazu postavljena dva stupa iz rimskog hrama, elementi građevine koji su još uvijek sačuvani u Marmolesu, neupitni znak divljenja prema Rimska arheološka nalazišta. Na njih su postavljene dvije skulpture Diega de Pesquere, 1574. godine, koji prepoznaje Herkula kao utemeljitelja grada i Julija Cezara, obnovitelja Híspalisa. Prva je bila kopija Farnese Herculesa, gotovo monumentalne veličine izvornika. U Wilhelmshöheu, u blizini Kassela, kolosalna verzija visoka 8,5 m koju je proizveo Johann Jacob Anthoni, 1713-1717, postala je simbol grada.
André Le Nôtre postavio je pozlaćenu verziju u punoj veličini naspram horizonta na udaljenom kraju glavne vizure u Vaux-le-Vicomteu. U palači Versailles nalazi se kopija Jeana Cornua (1684.–86). U Škotskoj je rijetka kopija u olovu, iz prve polovice osamnaestog stoljeća, smještena neskladno u središnjem gorju, s pogledom na nedavno obnovljeni Herkulov vrt u dvorcu Blair. Bogati kolekcionari mogli su si priuštiti bilo koju od brojnih brončanih replika, izrađenih u različitim veličinama za izlaganje na stolu.
Kip je prikazan u filmu Putovanje u Italiju iz 1954. zajedno s Farneškim bikom.
Replika pod nazivom Herakles in Ithaca podignuta je 1989. u kampusu Sveučilišta Cornell u Ithaci, u državi New York. Kip je bio dar kipara, Jasona Seleya, profesora likovnih umjetnosti. Seley je izradio skulpturu 1981. od kromiranih automobilskih branika.
Kip je nadahnuo umjetnike kao što su Jeff Koons i Matthew Darbyshire da stvore vlastite verzije u gipsu, odnosno polistirenu. Njihovu upotrebu bijelih materijala za ponovno stvaranje skulpture klasicistica Aimee Hinds protumačila je kao ovjekovječenje kolorizma u klasičnoj umjetnosti.
Kopija skulpture nalazi se među deset kipova koji krase prednje dvorište Schlossgartena u Karlsruheu u Njemačkoj.

## Reference